# Hans-Gerd Janßen
Hans-Gerd Janßen (* 28. November 1950 in Rheydt (heute Mönchengladbach-Rheydt)) ist ein deutscher katholischer Theologe und emeritierter Professor für Fundamentaltheologie an der Philosophisch-Theologischen Hochschule Münster.

## Leben
Janßen besuchte das Pius-Gymnasium in Aachen, wo er 1969 das Abitur ablegte. Er studierte Philosophie und Theologie an der Philosophisch-Theologischen Hochschule in Frankfurt am Main und an der Universität Münster; dort erwarb er 1975 das Diplom in Katholischer Theologie und ein halbes Jahr später das Lizentiat mit der Arbeit Das Verhältnis von Anthropologie und Geschichtsphilosophie nach Odo Marquard in seiner Bedeutung für die Fundamentaltheologie (unveröffentlicht). 1976 folgte das Erste Staatsexamen für das Lehramt an Gymnasien in den Fächern Katholische Religionslehre und Philosophie und nach dem Referendariat am Ricarda-Huch-Gymnasium in Krefeld 1979 die Zweite Staatsprüfung. Das Promotionsstudium bei Johann Baptist Metz in Münster schloss er 1982 mit der Promotion zum Doktor der Theologie ab; mit der Arbeit Das Theodizee-Problem der Neuzeit. Ein Beitrag zur historisch-systematischen Grundlegung politischer Theologie.
Nach der Geburt seiner Tochter 1978 war er vornehmlich als Hausmann und Vater tätig, arbeitete jedoch nebenher an Veröffentlichungen. Für sein BuchGott - Freiheit - Leid. Das Theodizeeproblem in der Philosophie der Neuzeit wurde ihm 1991 der Nachwuchsförderpreis der Gesellschaft zur Förderung der Westfälischen Wilhelms-Universität Münster verliehen.
Ab 1989/90 war Janßen als Lehrbeauftragter für Fundamentaltheologie an der Philosophisch-Theologischen Hochschule der Franziskaner und Kapuziner Münster (heute: Philosophisch-Theologische Hochschule Münster) tätig. Ab 1994 war er Dozent, 1996 erfolgte ebenda seine Berufung zum Professor für Fundamentaltheologie. Ab 1995 wirkte er zudem als Hochschulsekretär bis zu seiner Emeritierung im  Jahr 2016.

## Schwerpunkte in Forschung und Lehre
Janßens Forschungs- und Arbeitsschwerpunkte sind das Theodizee-Problem, Neue politische Theologie, Neuzeittheorie und Philosophie der Neuzeit. Seinen spezifischen Ansatz einer praktisch orientierten Theodizee sucht Janßen, trotz Kritik und Missverständnissen, in seinem Artikel Die Theorie der ‚Praktischen Theodizee‘ (Trierer Theologische Zeitschrift 120 [2011] 222–241) zu behaupten.

## Schriften (Auswahl)

### Als Autor
- Das Theodizee-Problem der Neuzeit: ein Beitrag zur historisch-systematatischen Grundlegung politischer Theologie. Lang, Frankfurt am Main/Bern 1982, ISBN 978-3-8204-7245-5 (zugleich Dissertation an der Universität Münster)
- Gott – Freiheit – Leid : das Theodizeeproblem in der Philosophie der Neuzeit. Wissenschaftliche Buchgesellschaft, Darmstadt 1989, ISBN 978-3-534-02399-8
- Dem Leiden widerstehen: Aufsätze zur Grundlegung einer praktischen Theodizee. Lit, Münster 1996, ISBN 978-3-8258-3012-0

### Als Herausgeber
- mit Werner Schüßler: Herausforderung Theodizee : transdisziplinäre Studien. Lit, Münster/Berlin, seit 2011, bisher 6 Bände
- mit Julia Prinz, Michael Rainer: Theologie in gefährdeter Zeit: Stichworte von nahen und fernen Weggefährten für Johann Baptist Metz zum 90. Geburtstag.  LIT, Berlin/Münster 2019, ISBN 978-3-643-14106-4